# Варюхино
Варюхино — село в Юргинском районе Кемеровской области России. Входит в состав Зеледеевского сельского поселения.

## География
Село находится в северо-западной части области, на левом берегу старицы Курья реки Томь, на расстоянии примерно 38 километров (по прямой) к северу от районного центра города Юрга. Абсолютная высота — 98 метров над уровнем моря.
Часовой пояс
Село Варюхино, как и вся Кемеровская область, находится в часовой зоне МСК+4. Смещение применяемого времени относительно UTC составляет +7:00.

## История
Основано в 1701 году. В «Списке населенных мест Российской империи» 1868 года издания населённый пункт упомянут как заводская деревня Варюхина Томского округа (2-го участка) при протоке Курье, вблизи реки Томи, расположенная в 45 верстах от окружного центра Томска. В деревне имелось 128 дворов и проживало 522 человека (255 мужчин и 267 женщин). Функционировала православная часовня, почтовая станция и этап.
В 1911 году в деревне, являвшейся центром Варюхинской волости Томского уезда, имелся 141 двор и проживало 759 человек (385 мужчин и 374 женщины). Действовали молитвенный дом, церковно-приходское училище, земская станция, казённая винная лавка, волостное правление, хлебный магазин и два торговых заведения.
По данным 1926 года имелось 267 хозяйств и проживало 1325 человек (в основном — русские). Функционировали школа I ступени, изба-читальня, кредитное товарищество и лавка общества потребителей. В административном отношении село являлось центром Варюхинского сельсовета Коларовского района Томского округа Сибирского края.

## Население
| 2010 |
| ---- |
| 381  |

Половой состав
По данным Всероссийской переписи населения 2010 года в гендерной структуре населения мужчины составляли 46,7 %, женщины — соответственно 53,3 %.
Национальный состав
Согласно результатам переписи 2002 года, в национальной структуре населения русские составляли 89 % из 510 чел.

## Улицы
Уличная сеть села состоит из 11 улиц.